# Челомбітко Ігор Васильович
Челомбітко Ігор Васильович — український політик.

## Біографія
Народився 24 вересня 1962 р. в селі Ганнівка, Тарутинського району, Одеської області.
У 1986 р. закінчив Одеський політехнічний інститут за спеціальністю інженер-теплоенергетик.
- 1979—1980 — слюсар, тракторист радгоспу «Іскра», село Ганнівка Тарутинського району.
- 1980—1986 — студент Одеського політехнічного інституту.
- 1986—1988 — майстер, заступник начальника котельного цеху Каховського заводу залізобетонних виробів імені 50-річчя СРСР тресту «Укрводозалізобетон», місто Каховка.
- 1988—1989 — водій, начальник матеріально-технічного забезпечення кооперативу «Діана», місто Біляївка Одеської області.
- 1989—1991 — майстер, інженер з охорони праці ДСК Каховського заводу залізобетонних виробів імені 50-річчя СРСР тресту «Укрводозалізобетон».
- 1991—1996 — директор НВО «Теплоенергомонтаж», місто Каховка.
- 1996—1999 — голова правління ЗАТ «Сталь», місто Київ.
- 1999—2000 — заступник генерального директора компанії "Торговий дім «Газ України», місто Київ.
- 2000—2002 — генеральний директор ТОВ «Салюс», місто Київ.

## Політична діяльність
Народний депутат України 4 скликання 04.2002-04.2006, виборчий округ № 198, Черкаська область, самовисування. За 19.61 %, 12 суперників. На час виборів: генеральний директор ТОВ «Салюс», безпартійний. Член фракції «Єдина Україна» (05.-07.2002), член групи «Європейський вибір» (07.2002-11.2003), член фракції «Регіони України» (11.2003-11.2004), позафракційний (11.2004-09.2005), член фракції політичної партії «Реформи і Порядок» (з 09.2005). Голова підкомітету з питань законодавчого забезпечення охорони материнства, дитинства та державної допомоги сім'ям з дітьми Комітету з питань охорони здоров'я, материнства та дитинства (з 06.2002).
03.2006 кандидат в народні депутати України від «Громадянського блоку ПОРА-ПРП», № 29 в списку, член ПРП.